# Paul Bonno
Paul Bonno, né le 29 janvier 1954, est un cycliste sur piste français, ayant notamment participé aux Jeux olympiques en 1976 en poursuite par équipes.
En 2020, il fait partie des six athlètes tahitiens à avoir représenté la France aux Jeux olympiques.

## Carrière

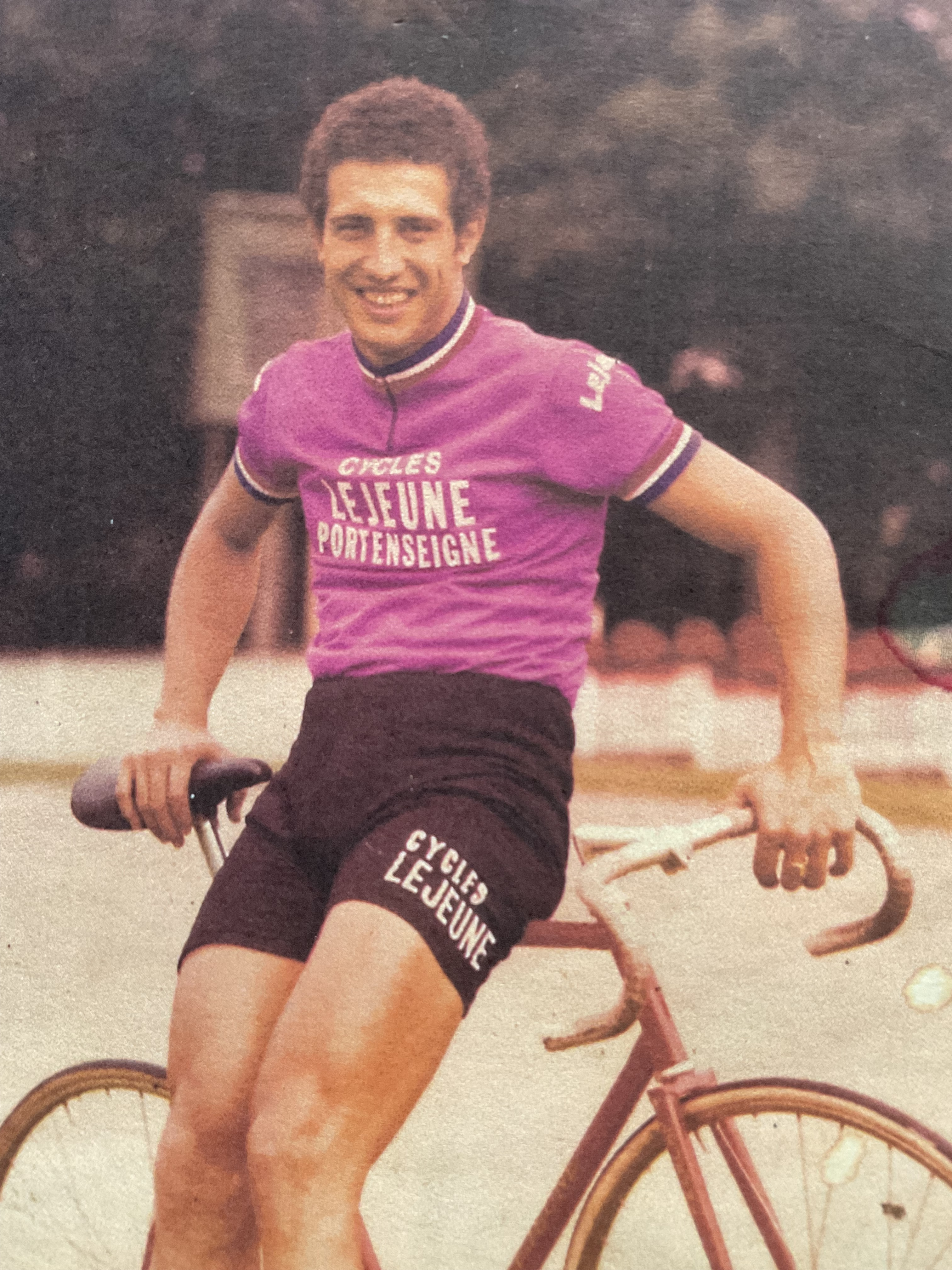

Aux Jeux olympiques d'été de 1976, il termine 9e de la poursuite par équipes aux côtés de Jean-Marcel Brouzes, Jean-Jacques Rebière et de Pierre Trentin, ratant  ainsi de peu une place en demi finale. Paul Bonno s'est avéré le plus efficace des quatre avec Rebière, onzième de l'épreuve individuelle.
Après sa carrière cycliste, Paul Bonno devient entre autres organisateur de courses cyclistes en Polynésie française. Il organise par exemple le Grand Prix de Raiatea.

### Palmarès
- 1970
  - Champion de Tahiti sur route (Juniors)
  - Champion de Tahiti sur piste, poursuite individuelle (toutes catégories)

- 1971
  - Champion de Tahiti sur route (Juniors)
  - Médaille d'or en poursuite par équipe (4km, sur piste) Tahiti
  - Médaille d'argent au km des Jeux du Pacifique (Tahiti)

- 1973
  - Champion des Flandres (Nord - Pas de Calais) sur piste au 4 km (Universitaire)
  - Champion de France sur piste au 4 km (Universitaire) à Colmar (Alsace)

- 1974
  - 2e du Championnat de France de poursuite amateurs
  - Champion des Flandres (Nord - Pas de Calais) sur piste au 4 km (Universitaire)
  - 3ème au Championnat de France par équipe à Caen
  - Champion du Nord - Pas de Calais en poursuite individuelle et 3ème par équipe (à Lillers)

- 1975
  -  Champion de France de poursuite amateurs à St Brieux
  - Champion du Monde Militaire sur piste à Bassano del Grapa (Italie): 
    - 1er en poursuite individuelle 4 km
    - 3e en poursuite par équipe 4 km

  - Champion du Nord - Pas de Calais en poursuite individuelle et par équipe

- 1976
  - Champion du monde militaire en poursuite individuelle à Tripoli (Libye) et 3e par équipe
  - Champion du Nord - Pas de Calais en poursuite individuelle et par équipe à St Omer
  - Vainqueur des 6 jours de Tahiti (associé à Daniel Morelon)
  - Vainqueur des 6 jours de Nouméa (associé à Daniel Morelon)

- 1977
  - Vainqueur des 6 jours de Tahiti (associé à Daniel Morelon)
  - Vainqueur des 6 jours de Nouméa (associé à Daniel Morelon)
  - 3e du Championnat de France de poursuite amateurs à Bordeaux et 3e en vitesse société (avec Raoux et Vermeulen)
  - Record de l'heure de Tahiti à 44,605 km/h (Polynésie Française)

- 1978
  - Vainqueur du DERBY Nouméa
  - Vainqueur des 6 jours de Tahiti (associé à Moerlen)
  - Vainqueur des 6 jours de Nouméa (associé à Moerlen)

- 1979
  - Champion de Tahiti sur route individuel (Senior)
  - Champion de Tahiti sur piste 4 km en poursuite individuelle et par équipe
  - Médaille d'or aux Jeux d'Océania (Nouméa) sur piste en demi fond

- 1981
  - Médaille de bronze aux Jeux d'Océania sur piste à Brisbane : poursuite individuelle 4 km

- 1987
  - Médaille de bronze aux Jeux du Pacifique à Nouméa